# 武商集团
武商集团股份有限公司 （深交所：000501，简称：武商集团）是中国深圳证券交易所的一家上市公司，主营业务范围为零售业。